# クラブチーム
クラブチーム（Club Team）とは、スポーツチームにおける運営形態の一種であり、スポーツ分野において企業ではなく、地域や出身校を背景とした有志により運営される同好会組織を指す。クラブチームは、会員による個人会費や後援会組織、支援企業（スポンサー）などからの広告料収入、地元自治体等からの支援により運営されるのが一般的である。また、日本ではこの他にもスポーツ振興くじ（toto）からの配当金による助成もある。

## 概要
地域のコミュニティの中で行われるスポーツ組織には、スポーツ少年団・総合型地域スポーツクラブから主婦や高齢者の余暇活動まで様々なものがあり、地域活性化に貢献する側面を有する。ドイツでは、こうした地域活動の中からサッカークラブが生まれてきたと言われる。
実際、ヨーロッパでは、古くから行政区分や職業、学校、教会などといった共通の交流機会を持った人々が主体となって、彼ら自身が文化的なスポーツ活動を行う際の場として結成していた。場合によっては一つの団体が複数のプロ・アマチームを運営している事も珍しく無い。歴史的に著名なプロサッカークラブの中には地域の総合型スポーツクラブのサッカー部門から派生したものも多く、現在でもチームの運営形態によってはFCバルセロナなどの様にサッカー競技以外のスポーツ活動に携わっている事も少なくない。
日本では、1907年に結成された野球チームである函館太洋倶楽部が最初のクラブチームとの説がある。その後は企業スポーツの隆盛に伴いクラブチームは衰退した。1993年のJリーグ誕生（Jリーグ百年構想）や1990年代に発生したバブル景気崩壊などによる企業スポーツの縮小傾向（実業団チームの相次ぐ休廃部や整理統合）が続くと、実業団チームの受け皿として地域住民や地域企業全体でチームを支える地域クラブチームが注目された。2000年の新日本製鐵での実業団の解体と堺ブレイザーズを始めとする地域クラブチームへの移行は、クラブチーム化の手本となった。
社会人野球においては、バブル崩壊後の時期に既に日本野球連盟に所属するクラブチームの数が実業団の数を上回っており、平成20年頃には4分の3をクラブチームが占めている。
東京ヴェルディクラブや湘南ベルマーレスポーツクラブのように、他種目のチームを保有する総合型スポーツクラブを志向する団体もあるものの、ほとんどのクラブチームは単一の種目のみを扱う。一つの総合型スポーツクラブが、多様な種目やレベルのチームを保有する欧米と異なる点である。